# Роланд Тотеро
Роланд Тотеро (англ. Roland Totheroh, іноді в титрах позначався як Rollie Totheroh, * 29 листопада 1890 р., Сан-Франциско, штат Каліфорнія — † 18 червня 1967 р.) — американський кінооператор та актор. Відомий своїм співробітництвом із Чарлі Чапліном. Чоловік кіноакторки Іди Тотеро, його брат Ден та син Джек також були акторами.

## Вибрана фільмографія

### Оператор
- The Dance at Eagle Pass (1913)
- When Love and Honor Called (1915)
- Робота (1915)
- Вечір у мюзик-холі (1915)
- Кармен (1915)
- Пожежник (1916)
- Бродяга (1916)
- Під час ночі (1916)
- Граф (1916)
- Позикова каса (1916)
- За екраном (1916)
- Скетинг-ринг (1916)
- Тиха вулиця (1917)
- Лікування (1917)
- Іммігрант (1917)
- Шукач пригод (1917)
- Собаче життя (1918)
- Облігація (1918)
- На плече! (1918)
- Сонячний бік (1919)
- Задоволення дня (1919)
- Професор (1919)
- Малюк (1921)
- Святковий клас (1921)
- День отримання зарплати (1922)
- Пілігрим (1923)
- Парижанка (1923)
- Золота лихоманка (1925)
- Цирк (1928)
- Вогні великого міста (1931)
- Нові часи (1936)
- Великий диктатор (1940)
- Мосьє Верду (1947)
- Вогні рампи (1952) (фотоконсультант)